# 大阪市立芸術創造館

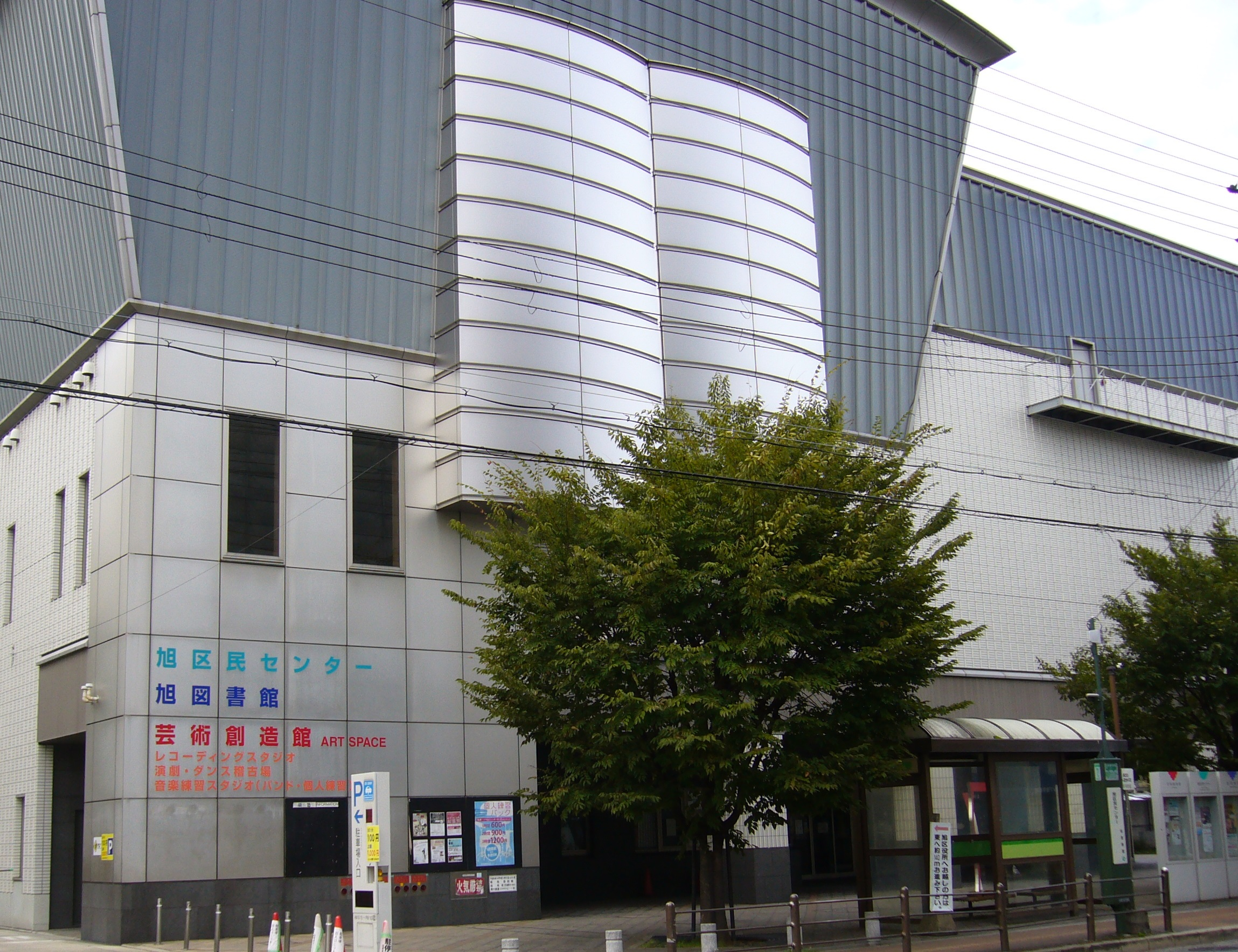
大阪市立芸術創造館

大阪市立芸術創造館（おおさかしりつげいじゅつそうぞうかん）は、大阪市旭区にある演劇・音楽の公共練習場施設である。

## 沿革
1994年より中島陸郎が個人で大阪市に働きかけを始め、公設民営稽古場プロジェクトの民間側の座長格として参画した。
2000年1月15日、演劇と音楽をメインとした専用練習場施設としてオープン。オープニング事業として、第2回大阪演劇祭を開催した（1月15日 - 3月31日）。

## 概要
大小合わせて5部屋の演劇・ダンス稽古場、4部屋の音楽練習スタジオの他、本格的プロ仕様のレコーディングスタジオも完備している。劇団・ダンスカンパニー・バンド・アカペラグループなどあらゆるジャンルの表現者に利用されている。簡易客席約120席が常設されたホールえを兼ね備え、「練習→制作・発表」という一連の活動を一貫してバックアップ、将来のアーティストを育成するインキュベーションセンターとしての機能も備える。また、マンスリーシアターや、様々な人を対象にしたゼミナール、ワークショップなども随時開催している。

### 演劇練習室
演劇大練習室
リハーサルや大規模な練習等に利用できるほか、簡易客席を常設し公演に必要な舞台、照明、音響等の設備も充実し幅広いニーズに対応
演劇練習室大
2面鏡、ダンスバーを常設しダンスやバレエなどの練習に対応。アップライトピアノを常設
演劇練習室中A
2面鏡、ダンスバーを常設しダンスやバレエなどの練習に対応。公演時には楽屋として利用。
演劇練習室中B
10名程度の中規模な練習に最適。唯一窓がある練習室。
演劇練習室小
少人数の練習、稽古に最適。演劇練習室小A,演劇練習室小Bの2部屋ある。

### 音楽練習スタジオ
レコーディングスタジオ（音楽練習室大）
ブースは3つの小ブースと大ブースで構成され、プロ仕様に対応しコンピューターベースでの録音編集が可能。
音楽練習室中A
5名以上のバンドやアカペラグループの練習に適する。
音楽練習室中B
5名以上のバンドやアカペラグループの練習に適する。アップライトピアノ常設
音楽練習室小
5名程度のバンドやアカペラグループの練習に適する。また、管・弦楽器の個人練習や発声練習等にも利用できる。音楽練習室小A,音楽練習室小Bの2部屋ある。

## 交通アクセス
- 大阪シティバス「旭区役所区民センター前」バス停下車
- Osaka Metro谷町線 千林大宮駅 南西へ約900m
- Osaka Metro谷町線 関目高殿駅 北へ約1km
- 京阪本線 森小路駅 西へ約900m
- JRおおさか東線 城北公園通駅 東へ約1km

## 併設の施設
- 大阪市立旭図書館（1階）
- 旭区民センター（1 - 3階）

## 周辺施設
- 千林商店街
- 新森中央公園
- 大阪市旭区役所
- 旭消防署
- 大阪府立旭高等学校